# Kanie Helenowskie
Kanie Helenowskie – przystanek Warszawskiej Kolei Dojazdowej położony przy ul. Piłsudskiego i Prostej we wsi Kanie.
W roku 2022 dzienna wymiana pasażerska na przystanku wyniosła 500-699 osób.
| Linia | Trasa | Takt       |
| ----- | --- | ---------- |
|       | Warszawa Śródmieście WKD - Pruszków WKD - Kanie Helenowskie - Podkowa Leśna Główna - Grodzisk Maz. Radońska | 15/60 min. |
|       | Warszawa Śródmieście WKD - Pruszków WKD -Kanie Helenowskie- Podkowa Leśna Główna - Milanówek Grudów         | 30/60 min. |

## Opis przystanku

### Perony
Przystanek składa się z dwóch peronów bocznych leżących po przeciwnych stronach ulicy. Każdy peron posiada jedną krawędź peronową.
- Na peronie 1 zatrzymują się pociągi jadące w kierunku Warszawy
- Na peronie 2 zatrzymują się pociągi jadące w kierunku Grodziska Mazowieckiego

Powierzchnia peronów pokryta jest kostką brukową.

### Przejazd kolejowy
Pomiędzy peronami, przy wejściu na przystanek, znajduje się przejazd kolejowy. Położony jest wzdłuż ul. Piłsudskiego.